# دانشگاه آمریکایی بیروت

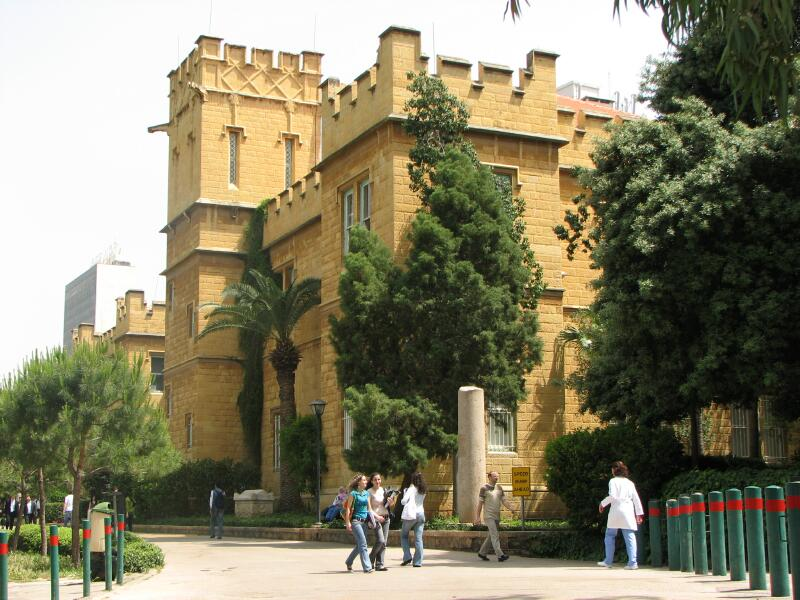

دانشگاه آمریکایی بیروت (به انگلیسی: American University of Beirut)، دانشگاهی آمریکایی است که در سال ۱۸۶۶ میلادی در شهر بیروت در لبنان تأسیس شد. مؤسسان این دانشگاه میسیونرهای آمریکایی در لبنان و سوریه بودند.
این دانشگاه، دانشگاهی خصوصی، غیرمذهبی و مستقل در بیروت لبنان می‌باشد. درجاتی که در دانشگاه آمریکایی بیروت اعطا می‌گردد، رسماً توسط هیئت امنای نیویورک ثبت می‌شوند.
دانشگاه آمریکایی بیروت، توسط هیئت امنایی خصوصی و خودمختار اداره می‌شود و درجات کارشناسی، کارشناسی ارشد، دکترای پزشکی و دکترا ارائه می‌دهد. با بسیاری از دانشگاه‌های سراسرجهان همکاری می‌کند، مخصوصاً با دانشگاه کلمبیا، دانشکده پزشکی دانشگاه واشینگتن در واشینگتن دی.سی. دانشکده پزشکی دانشگاه جان هاپکینز و دانشگاه پاریس.
این دانشگاه ۷۰۳۶ دانشجو، و دروس دانشگاهی در این دانشگاه به زبان انگلیسی تدریس می‌شوند.

## تاریخچه

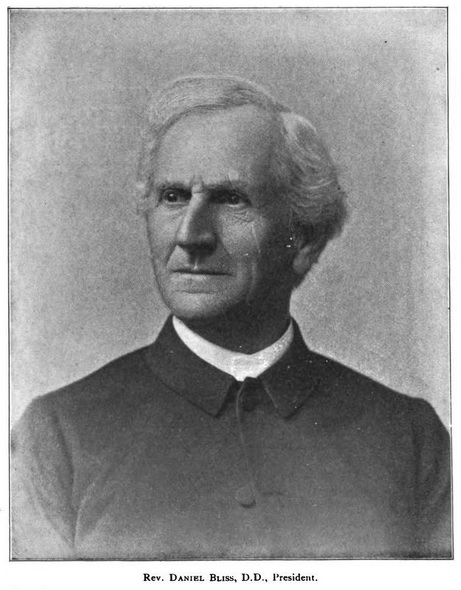
دانیل بلیس، بنیانگذار دانشگاه آمریکایی بیروت

در سال ۱۸۶۶ دانیل بلیس، میسیونر آمریکایی، با هدف ایجاد هسته‌های ایجاد یک دانشگاه در لبنان، یک شرکت مستقل خصوصی به نام کالج پروتستان سوریه ایجاد کرد.
این کالج تحت منشور اعطای اعتباری که دکتر دانیل بلیس موفق شد آن را از ایالت نیویورک ایالات‌متحده کسب کند آغاز به کار کرد. در سوم دسامبر ۱۸۶۶کالج در یک خانهٔ اجاره‌ای در بیروت، با حضور ۱۶ نفر دانشجو افتتاح شد. برنامه درسی کالج در نخستین سال تحصیلی آن شامل آموزش زبان‌های عربی، انگلیسی، فرانسوی، ترکی، لاتین، ریاضیات، تاریخ باستان عرب، تاریخ ادیان و تورات بود. هیئت علمی آن را ۱۳ استاد تشکیل می‌دادند.

### برنامه توسعه
برای ساخت دانشگاه و آماده‌سازی گسترش آن، زمینی به مساحت ۷۳۶۹۰۰ هکتار در منطقه راس بیروت انتخاب شد تا یک پردیس دانشگاهی مشرف به دریای مدیترانه و مشرف به جبل لبنان و همچنین قله کوه صنین ایجاد شود.

## رنکینگ
بر اساس نظام رتبه بندی QS که هرساله برترین دانشگاه‌های جهان را اعلام می‌کند این دانشگاه را در رده 242 دنیا و اول لبنان در سال 2022 رتبه‌بندی کرده‌ است. در رتبه‌بندی دانشگاه‌های جهان در سال 2022 که مؤسسه تایمز آن را انجام داده‌است دانشگاه آمریکایی بیروت در رتبه 350-301 دنیا قرار دارد.

## دانشکده‌ها
1. دانشکده علوم کشاورزی و غذایی
2. دانشکده هنر و علوم
3. دانشکده مهندسی و معماری مارون سامان؛ شامل: معماری، مهندسی کامپیوتر و ارتباطات، مهندسی کامپیوتر و الکترونیک، مهندسی عمران، مهندسی مکانیک، مهندسی شیمی و طراحی گرافیک
4. دانشکده علوم بهداشت
5. کالج پزشکی
6. دانشکده پرستاری رفیق حریری
7. دانشکده تجارت سلیمان علاییان

## دانش‌آموختگان
بسیاری از شخصیت‌های مشهور جهان عرب در زمینه‌های مختلف، از این دانشگاه فارغ‌التحصیل‌شده‌اند، مانند: سلیم الحص، ولید جنبلاط، عبد القادر الحسینی، عبدالرئوف روابده، نخست‌وزیر اردن، سعدون حمادی، نخست‌وزیر سابق عراق، جامعه‌شناس عراقی علی الوردی، شاعر ابراهیم طوقان، احمد طوقان، قدری طوقان و احمد محمد الخطیب، جورج حبش، محمد جابر الانصاری، متفکر بحرینی، عبدالسلام هیکال، کارآفرین و فعال سوری، زاها حدید معمار عراقی، عبدالله جمعه رئیس آرامکو عربستان.
محمد اشرف غنی رئیس‌جمهور پیشین افغانستان نیز از جمله دانش آموختگان این دانشگاه می‌باشد. از دانش آموختگان ایرانی این دانشگاه می‌توان به محمود حسابی، جهانگیر هدایت، غلامرضا اعوانی و علی اکبر صالحی اشاره کرد، همچنین رضا عابدینی طراح گرافیک دارای سابقه تدریس در این دانشگاه می‌باشد.